# Novohrîhorivka (Berezivka), Berezivka
Novohrîhorivka (în ucraineană Новогригорівка) este un sat în comuna Berezivka din raionul Berezivka, regiunea Odesa, Ucraina.

## Demografie
Componența lingvistică a localității Novohrîhorivka
     Ucraineană (100%)
Conform recensământului din 2001, toată populația localității Novohrîhorivka era vorbitoare de ucraineană (100%).